# Jacobinia elegantissima
Jacobinia elegantissima é uma espécie de planta do gênero Jacobinia.  

## Taxonomia
A espécie foi descrita em 1904 por Gustav Lindau, tendo sido coletada originalmente no Peru. 